# Iwkowa
Iwkowa est une localité polonaise, siège de la gmina d'Iwkowa, située dans le powiat de Brzesko en voïvodie de Petite-Pologne.